# Standfussia sajanella
Standfussia sajanella är en fjärilsart som beskrevs av Igor Kozhanchikov 1929. Standfussia sajanella ingår i släktet Standfussia och familjen säckspinnare. Inga underarter finns listade i Catalogue of Life.